# Delitti e profumi
Delitti e profumi è un film del 1988 diretto da Vittorio De Sisti.

## Trama
Eddy, che lavora come addetto alla sicurezza in un grande magazzino, è fidanzato con Barbara, una delle commesse che vi lavorano. Un giorno la ragazza, mentre si trova nel centro commerciale, riceve in regalo un profumo, consegnatole da un fattorino per conto di un misterioso ammiratore; lo spruzza quindi su di sé, ma subito dopo essere passata sotto ad una luce al neon prende fuoco in presenza dello stesso Eddy, che non riesce a salvarla. Volendo risalire alla verità sulla disgrazia, Eddy decide di condurre un'indagine parallela a quella del vice commissario Turroni; la morte di una prostituta di nome Porzia, avvenuta in circostanze simili, porta Eddy a scoprire che la causa dei decessi è il profumo, che contiene una sostanza altamente infiammabile, dagli effetti micidiali qualora ci si avvicini a sorgenti di calore. Egli poi trova un nesso tra le vittime in due pezzi di una foto con dedica di Patty Pravo che entrambe possedevano: la dedica era stata fatta in un locale di Stella Marina nell'estate del 1971. Recatosi sul posto, viene a sapere da un ventriloquo che durante quel concerto di Patty Pravo quattro bambine entrarono di nascosto nel locale e furono riprese da Suor Melania, che gestiva la colonia di cui esse facevano parte; dopo quell'estate la religiosa si chiuse in un convento di clausura in cima ad una montagna. Eddy, fingendosi un frate confessore, riesce ad incontrare la suora e da lei scopre che due delle bambine erano Barbara e Porzia, e che la terza era soprannominata "Mariri"; tutte e tre facevano parte della colonia, mentre della quarta la suora non sa il nome, perché in realtà si trattava di una bambina del luogo. La religiosa gli dice anche che sempre in quell'estate la bambina in questione cadde poi in mare, finendo sfigurata da un micidiale solvente che una barca aveva perso.
Eddy ricorda di aver visto sull'agenda di Barbara il nome "Mariri" proprio sulla data di quel giorno col nome di una chiesa vicino; avendo capito che dopo Barbara e Porzia toccherà a lei fare la stessa fine, arriva quindi in quella chiesa - dove il sacerdote sta officiando il matrimonio della donna - giusto in tempo per salvarle la vita. Maria Rita, questo il vero nome di Mariri, rivela a Eddy che la quarta bambina, Pamela, non cascò in acqua accidentalmente, ma vi fu buttata dalle altre. Per Eddy ora è tutto chiaro, c'è Pamela dietro gli omicidi di Barbara e Porzia. Grazie a una foto datagli da Mariri, Eddy ricorre all'aiuto di Yoko, che lavora anche lei nel grande magazzino gestendo un programma informatico sulla cura del viso, e insieme scoprono che volto ha ora Pamela. Dopo aver fornito a Turroni, che lo spia fin dall'inizio, una falsa pista, Eddy affronta Pamela, che ora si fa chiamare Ambra ed è la produttrice del profumo incriminato. Ambra tenta di far fuori pure Eddy usando il suo letale profumo, ma dopo un inseguimento muore bruciata in un incidente automobilistico da lei stessa provocato.

## Produzione
- Il grande magazzino dove vengono girate le scene iniziali è il centro commerciale "La Corte" a Padova (zona Mortise)[1][2][3]. Mentre il beauty center dove Eddy incontra ed affronta l'assassina è in realtà il Palazzo dell'Emiciclo, sito nella Villa Comunale di L'Aquila, attuale sede del Consiglio Regionale della Regione Abruzzo.

- Nel flashback del concerto di Patty Pravo, la cantante è interpretata da una giovane Alba Parietti.